# 溥伒
貝子溥伒（1893年8月30日—1966年8月后），爱新觉罗氏，号雪斋、雪道人、南石居士，筆名南石、邃園、樂山、琴徒、松風主人，堂號為怡清堂、松風草堂。貝勒載瀛第一子，母側室張氏，孚郡王系第三代第四位。在琴棋書畫上皆有造詣，音樂方面尤精於三弦和古琴。

## 生平
他在光緒十九年七月（1893年）出生，光緒二十三年十二月（1897年）成為奕譓的嗣孫，並接替族叔已革貝勒載澍成為孚郡王系第三代第四位，但因為孚郡王並非世襲罔替的爵位，因此他的封爵只是四等爵“固山貝子”。

### 書畫
年輕時便以畫出名，晚年為使其名號一致，遂稱溥雪齋。和堂兄溥心畬各有一方內容和形式相同的閑章，其印文為「舊王孫」，用於其早年作品。1925年組成松風畫會，與其他成員溥心畬、溥毅齋、溥松窗、溥庸齋、祁井西、啟功、葉仰曦、關松房等人多有宮廷背景，幾乎壟斷當時北京的書畫市場，因而被譽為「松風九友」。其中溥心畬、溥伒（雪齋）、溥僩（毅齋）、溥佺（松窗）又合稱「四溥」。1930年，應輔仁大學校長陳垣之聘，創三年制美術專修科，該科在1942年改為美術系，溥雪齋任導師兼系主任前後二十多年。1952年，北京書畫研究會成立，溥雪齋被推舉為理事長。

### 音樂
古琴師從黃勉之的弟子賈闊峰。據王世襄記述：
|  | 「先生擅三弦，伴奏岔曲子弟書。曾從賈闊峰學琴，荒蕪已久，而心實好之。知荃猷從管平湖先生學琴，煩為彈奏。不數月，〈平沙〉、〈良宵〉，先生已能脫譜，綽注無誤。旋與查阜西先生、鄭珉中兄游，琴大進。〈梅花〉、〈瀟湘〉等曲，皆臻妙境。於此又見先生之音樂天才。」 |

解放前曾和張伯駒、王世襄、管平湖、鄭珉中等人組織「北平琴學社」。1954年，北京古琴研究會以「北平琴學社」為基礎成立，溥雪齋和汪孟舒、查阜西併稱三老（溥老、汪老、查老）。據聞當時最愛彈的曲子是〈鷗鷺忘機〉。

### 晚年
1966年8月30日，隨著文革爆發，與一女兒一起離家出走，而後不知所終，據關松房的說法是在太平湖自盡。

## 錄音
| 曲目                               | 收錄專輯                 | 發行日期 | 發行公司 | 備註                                                                       |
| ---------------------------------- | ------------------------ | -------- | -------- | -------------------------------------------------------------------------- |
| 〈梅花三弄〉                       | 《梅花三弄》             | 1957     | 中國唱片 | 粗紋唱片，唱片編號：3-1589；唱片版號：△570427；△570428。                   |
| 〈梅花三弄〉                       | 《幽蘭》                 |          | 中國唱片 | 密紋唱片，唱片編號：M-141；唱片版號：M-33/360；M-33/361。                  |
| 〈良宵引〉 〈鷗鷺忘機〉 〈普庵咒〉 | 《中國音樂大全．古琴卷》 | 1994     | 中國唱片 | 本套專輯中所收錄，標示為溥雪齋所演奏的〈梅花三弄〉一曲，實為吳景略所演奏。 |

## 外部連結
- YouTube上的溥雪齋演奏之〈良宵引〉
- YouTube上的溥雪齋演奏之〈鷗鷺忘機〉
- YouTube上的溥雪齋演奏之〈普庵咒〉
- 溥雪齋〈寫給文化部的一封信〉 （页面存档备份，存于）